# Alcedines
Los alcedinos (Alcedines) son un suborden de aves Coraciiformes al que pertenecen los martines pescadores, alciones, martines cazadores y cucaburras. Son un grupo de coloridas aves de tamaño pequeño y medio. Tienen una distribución mundial, aunque la mayoría de sus especies se encuentran en el Viejo Mundo y Australasia. El grupo fue tratado hasta la década de 1990 como una simple familia, Alcedinidae, pero ahora se considera un suborden, Alcedines, que contiene tres familias: Alcedinidae, Halcyonidae y Cerylidae. Se conocen unas noventa especies clasificadas en las tres familias estrechamente emparentadas. Se caracterizan por tener la cabeza grande, picos largos y puntiagudos, y colas y patas cortas. La mayoría de las especies tienen plumajes llamativos con poca diferencia entre ambos sexos. La mayor parte de las especies tienen distribución tropical, y una escasa mayoría solo se encuentran en los bosques. Muchos de sus miembros consumen una gran variedad de presas además de los peces; suelen cazar lanzándose en picado para atraparlas desde un posadero. Como otros miembros de su orden anidan en cavidades, generalmente túneles excavados en taludes arenosos. Unas pocas especies, principalmente las insulares, están en peligro de extinción.

## Taxonomía y evolución
La taxonomía de las tres familias es compleja y bastante polémica. Aunque hay un consenso general en emplazarlo dentro del orden Coraciiformes, de este nivel para abajo aparecen los conflictos.
El grupo se había tratado tradicionalmente como una familia, Alcedinidae, con tres subfamilias, pero tras la revolución de los años 1990 en la taxonomía de las aves, las tres antiguas subfamilias ahora son frecuentemente elevadas al nivel de familias. Este traslado se sustentó en estudios cromosómicos y de hibridación ADN-ADN, pero planteaban el problema de que los tres grupos resultaban monofiléticos con respecto al resto de Coraciiformes. Esto condujo a agruparlas en el suborden Alcedines. 
|  | Alcedinidae                                               |
|  |                                                           |
|  | \| \| Halcyonidae \| \| \| \| \| \| Cerylidae \| \| \| \| |
|  |                                                           |
|  | Halcyonidae                                               |
|  |                                                           |
|  | Cerylidae                                                 |
|  |                                                           |

|  | Halcyonidae |
|  |             |
|  | Cerylidae   |
|  |             |

|  | Alcedinidae                                               |
|  |                                                           |
|  | \| \| Halcyonidae \| \| \| \| \| \| Cerylidae \| \| \| \| |
|  |                                                           |
|  | Halcyonidae                                               |
|  |                                                           |
|  | Cerylidae                                                 |
|  |                                                           |

|  | Halcyonidae |
|  |             |
|  | Cerylidae   |
|  |             |

Inicialmente se asignó el nombre Dacelonidae para la familia de los miembros menos acuáticos, pero finalmente se estableció la prioridad del nombre Halcyonidae. 
El centro de mayor diversidad del grupo es la región de Australasia, pero no se originó allí. Evolucionaron en el hemisferio norte e invadieron Australasia varias veces. Se han encontrado alcedinos fósiles en rocas procedentes del Eoceno inferior de Wyoming y del Eoceno medio en Alemania, hace unos 30-40 millones de años. Se han descrito fósiles más recientes procedentes de rocas del Mioceno en Australia (hace 5-25 millones de años). Se asignaron erróneamente a este grupo varias aves fósiles, incluida Halcyornis, del Eoceno inferior en Kent, que también se consideraba que era una gaviota, pero ahora se piensa que pertenece a una familia extinta.
Entre las tres familias Alcedinidae es basal respecto a las otras dos. El escaso número de especies que se encuentran en América, todas ellas de la familia Cerylidae, sugiere que esta pequeña representación procede solo de dos especies colonizadoras. Esta familia sería una rama relativamente reciente bifurcada de Halcyonidae, que se diversificó en el Viejo Mundo, en épocas tan recientes como el Mioceno o el Plioceno.

## Descripción

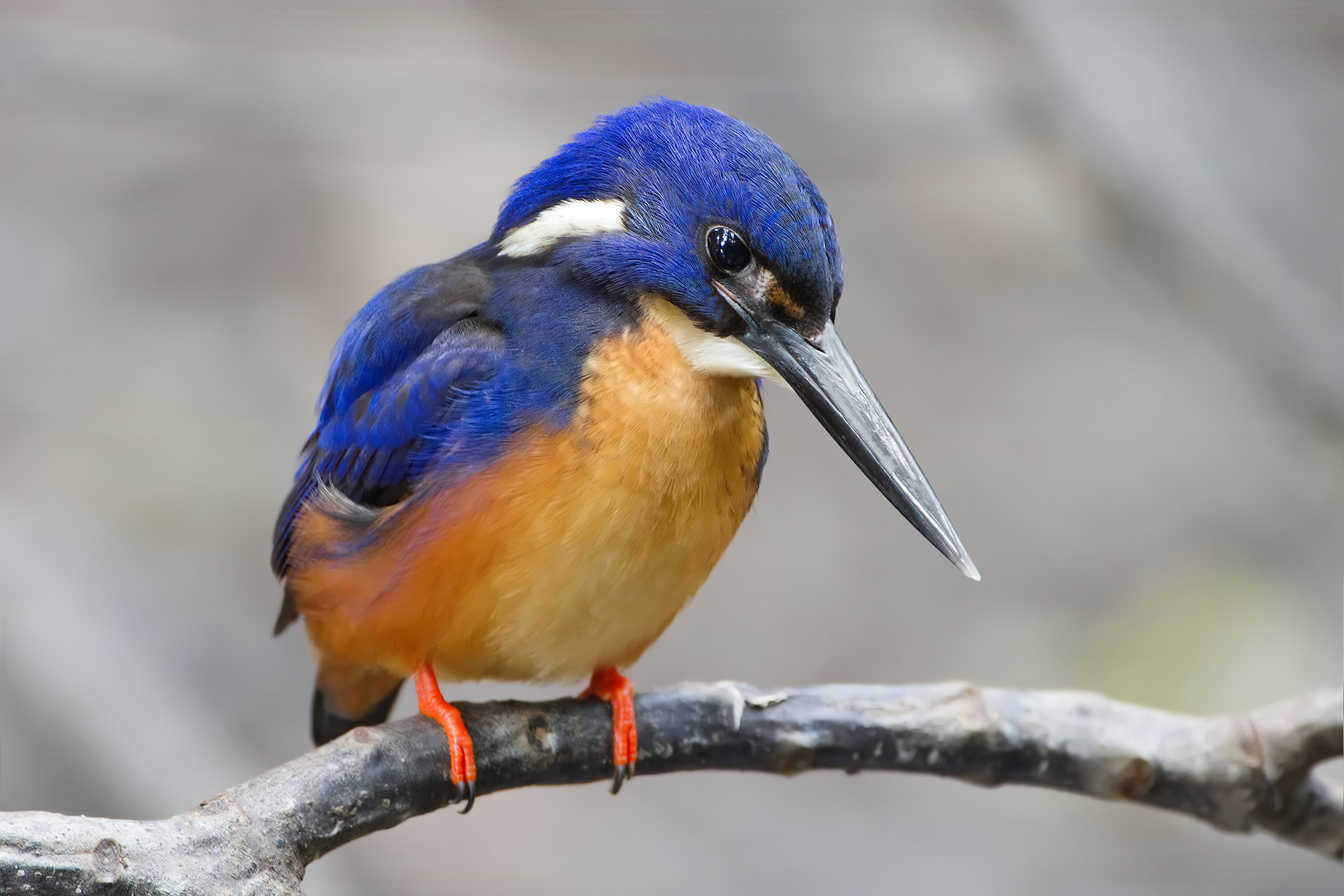
Un representante típico, el martín pescador azur, oteando presas desde su posadero.

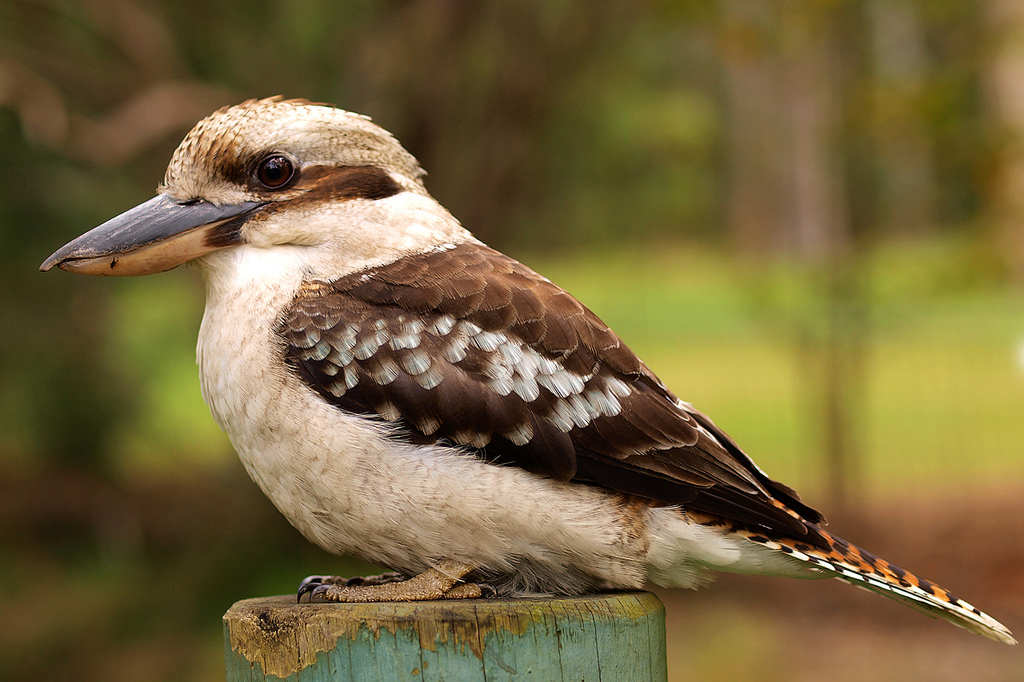
El cucaburra común es una especie forestal australiana y uno de los alcedinos de mayor tamaño.

La especie más pequeña del grupo es el martín pigmeo del Congo (Ispidina lecontei), que pesa una media de 10,4 g y mide 10 cm. El más grande en términos generales es el martín gigante africano (Megaceryle maxima), con un peso medio de 355 g y 45 cm de longitud. Aunque su pariente australiano, el cucaburra común (Dacelo novaeguineae), sería la especie más pesada, ya que no son raros los ejemplares grandes que sobrepasan los 450 g. 
El plumaje de la mayoría de los alcedinos es de colores vivos y brillantes, con el verde y el azul como tonos más comunes. La intensidad de sus colores no se debe a la iridiscencia (excepto en los martines pescadores americanos) ni a los pigmentos, sino que se crea por la estructura de sus plumas, que produce la dispersión de la luz azul (efecto Tyndall). En la mayoría de las especies no hay diferencia de tamaño entre ambos sexos, y cuando la hay son bastante pequeñas (menos del 10%).
Tienen picos largos con forma de puñal. El pico generalmente es más largo y estrecho en las especies que atrapan peces, y más corto y ancho en las que cazan presas por el suelo. El pico más grande y atípico es el que tiene el martín cazador picopala, que lo usa para cavar en el suelo del bosque para descubrir a sus presas. Normalmente tienen patas cortas, aunque las especies que se alimentan en suelo tienen los tarsos más largos. La mayoría de las especies tienen cuatro dedos, tres de los cuales están dirigidos hacia delante.

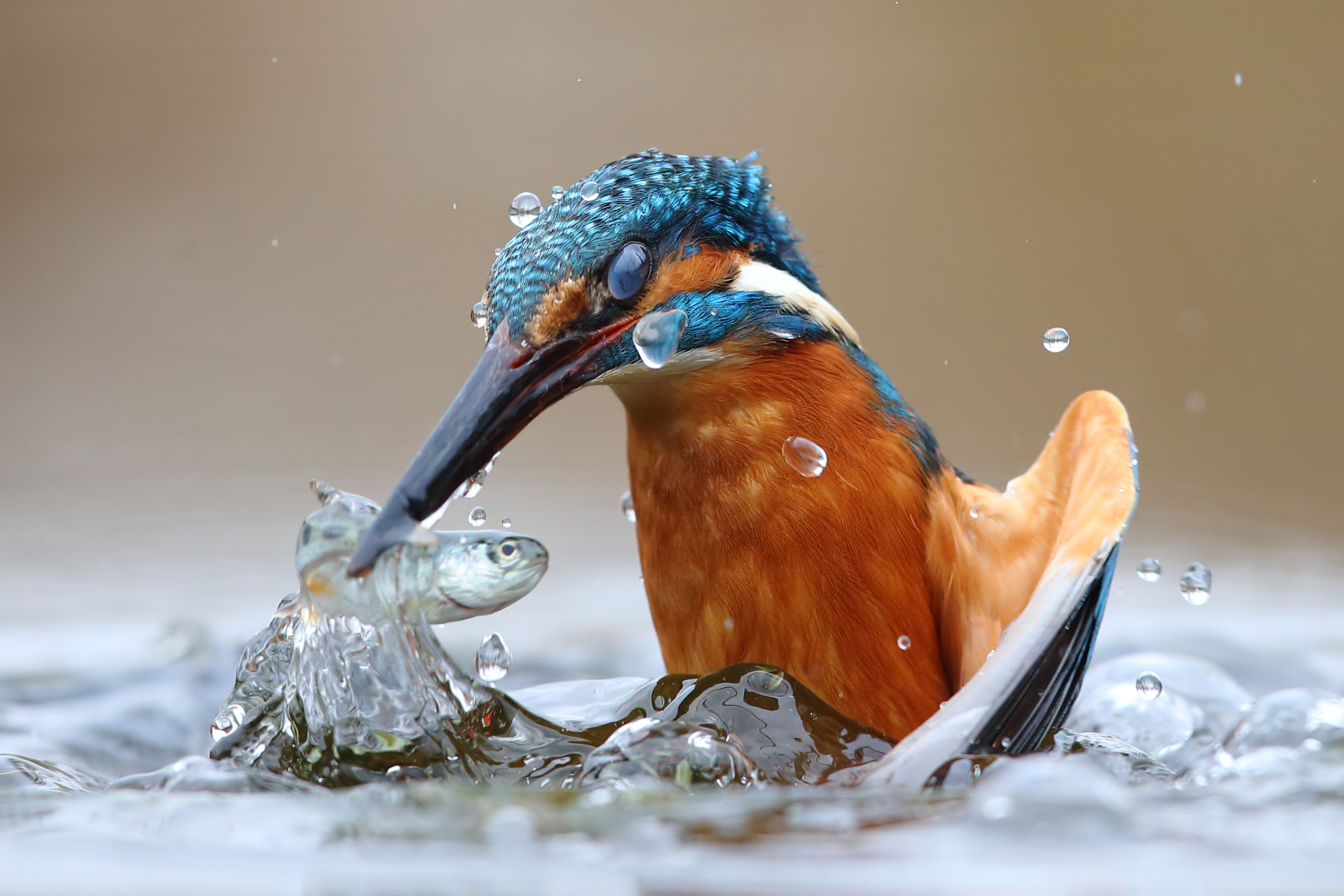
Martín pescador, pescando

El iris de la mayoría de las especies es pardo oscuro. Tienen una excelente visión, con visión binocular y se cree que con una apreciación del color especialmente buena. Tienen el movimiento del ojo restringido dentro de la cavidad ocular; en su lugar mueven la cabeza para seguir a sus presas. Además son capaces de compensar la refracción del agua y el reflejo cuando atrapan presas bajo el agua, y son capaces de apreciar la profundidad con exactitud. También tienen membranas nictitantes para proteger los ojos del impacto con el agua. El martín pescador pío tiene una placa ósea que se desliza en el interior de sus ojos cuando impactan con el agua.

## Distribución y hábitat

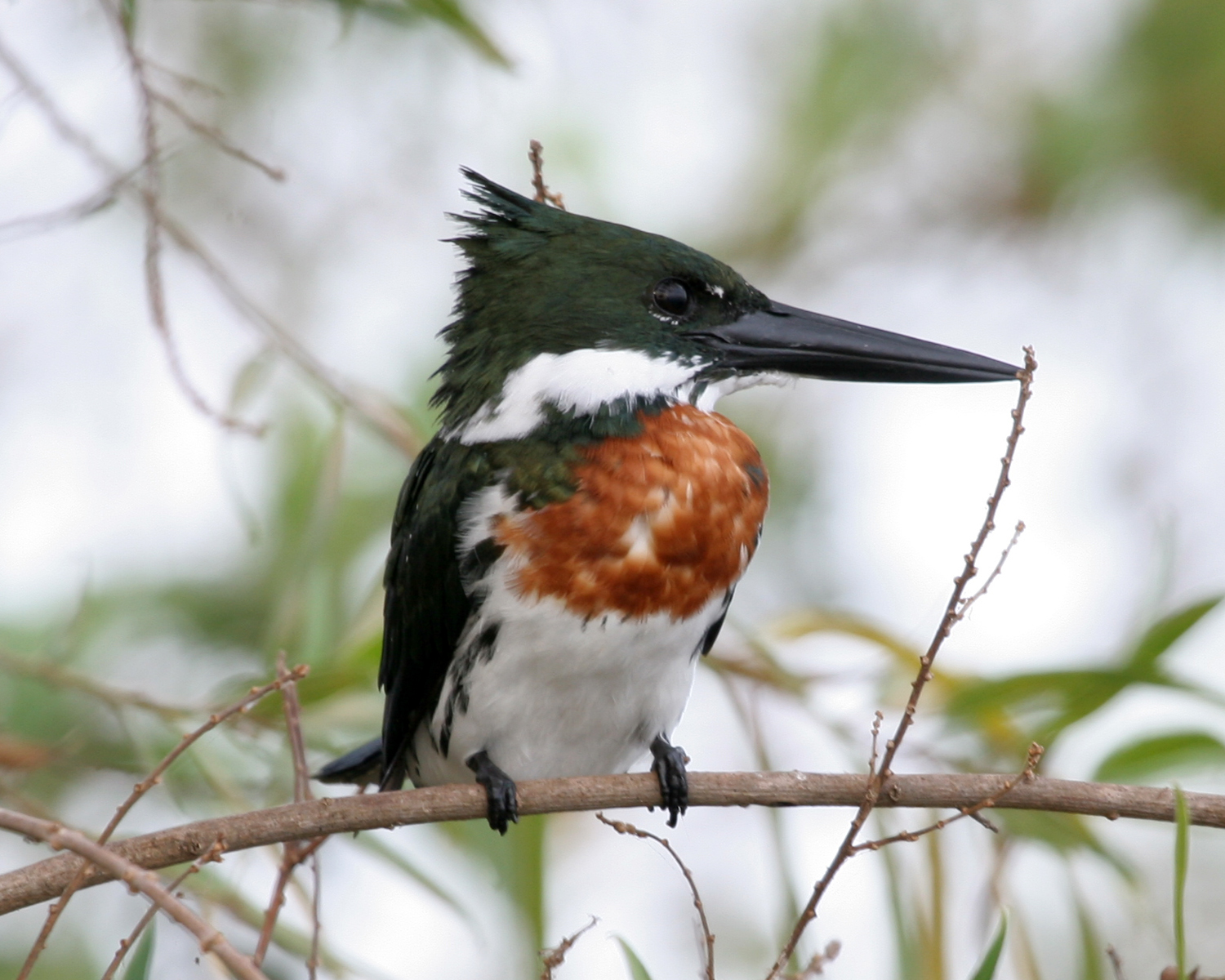
Macho de martín pescador amazónico, una de las seis especies que se encuentran en América.

Los alcedinos tienen distribución cosmopolita, encontrándose en los trópicos y regiones templadas de todo el planeta. Están ausentes de las regiones polares y de algunos de los desiertos más secos del mundo. Varias especies han alcanzado archipiélagos alejados, en especial los del sur y este del océano Pacífico. Los trópicos del Viejo Mundo y Australasia son el núcleo de este grupo. Europa y la Norteamérica al norte de México están pobremente representadas, con una sola especie ampliamente distribuida cada una (el martín pescador común y el martín gigante norteamericano, respectivamente), y un par de especies poco frecuentes o muy localizadas: (el martín gigante neotropical y el martín pescador verde en el sureste de EE. UU., y el martín pescador pío y el alción de Esmirna en Europa suroriental). Las seis especies que se encuentran en América son los cuatro integrantes del género Chloroceryle y dos martines gigantes del género Megaceryle. Incluso la Sudamérica tropical alberga solo cinco especies, más los martines gigantes norteamericanos invernantes. En comparación un país africano pequeño como Gambia tiene ocho especies residentes en una superficie de 192x32 km.

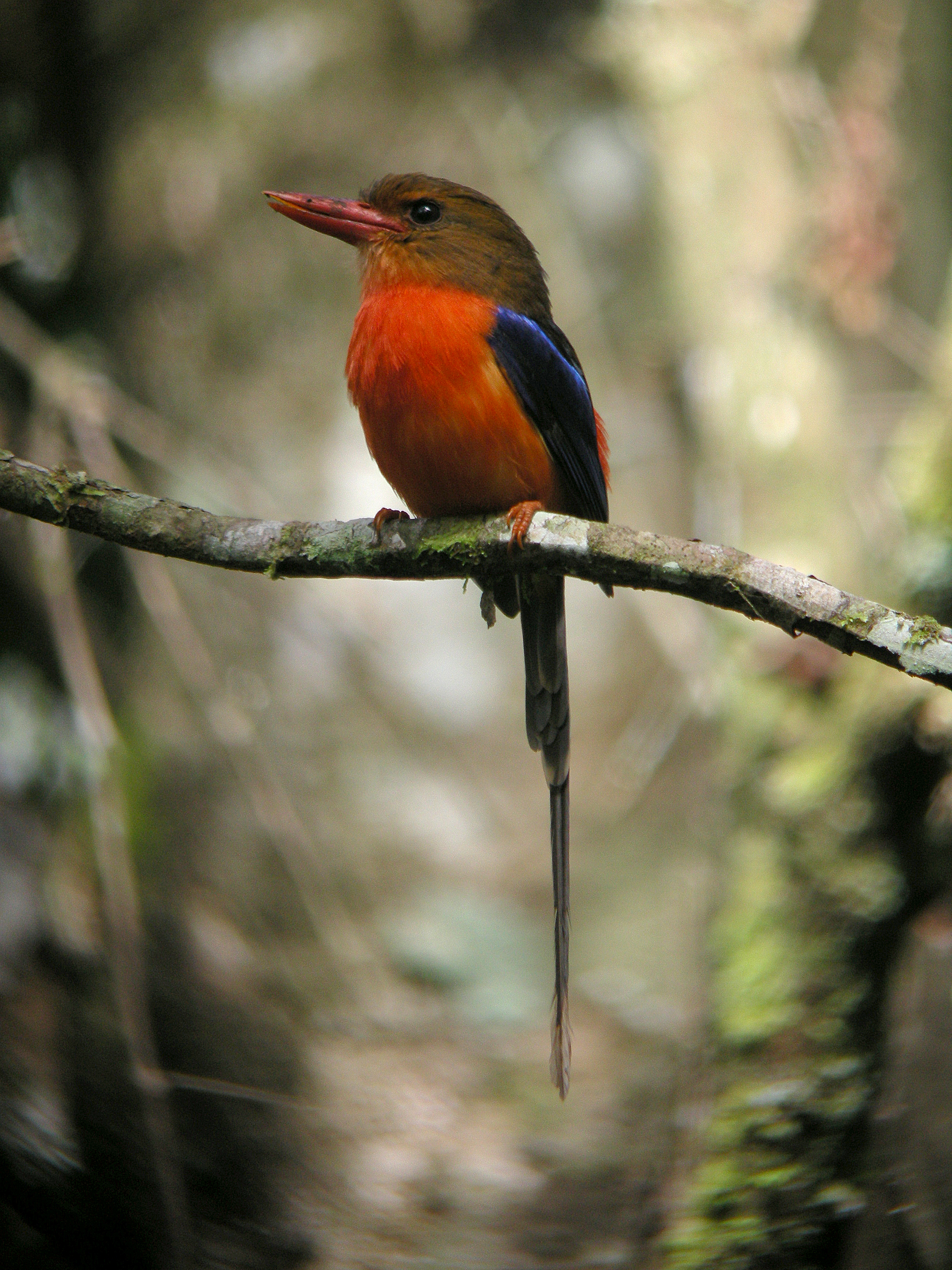
Los alciones colilargos de Nueva Guinea tienen colas inusualmente largas para el grupo.

Algunas especies tienen áreas de distribución ingentes, como el martín pescador común, que se extiende desde España y Marruecos, por la mayor parte de Eurasia, el norte de África y Australasia, hasta Japón y las islas Salomón, o el martín pescador pío que se extiende por la mayor parte de África y Asia. Otras especies tienen áreas de distribución más mucho más pequeñas, en especial las especies insulares que son endémicas de una sola isla, como el alción colilargo de la Kofiau que está confinado en la isla de Kofiau junto a Nueva Guinea.
Ocupan gran diversidad de hábitats. Aunque a menudo se asocian con los ríos y lagos, más de la mitad de las especies del mundo se encuentran en los bosques y en los arroyos arbolados. También se extienden por otros hábitats muy diferentes. El alción culirrojo vive en los desiertos más secos de Australia, aunque los miembros del grupo no están presentes en otros desiertos como el Sahara. Otras especies viven en las montañas, o en arboledas abiertas, y varias especies viven en atolones tropicales. Algunas especies se han adaptado a los hábitats modificados por los humanos, especialmente los adaptados a los bosques, y pueden encontrarse en cultivos y zonas agrícolas, además de en los parques y jardines de las ciudades.

## Comportamiento

### Alimentación

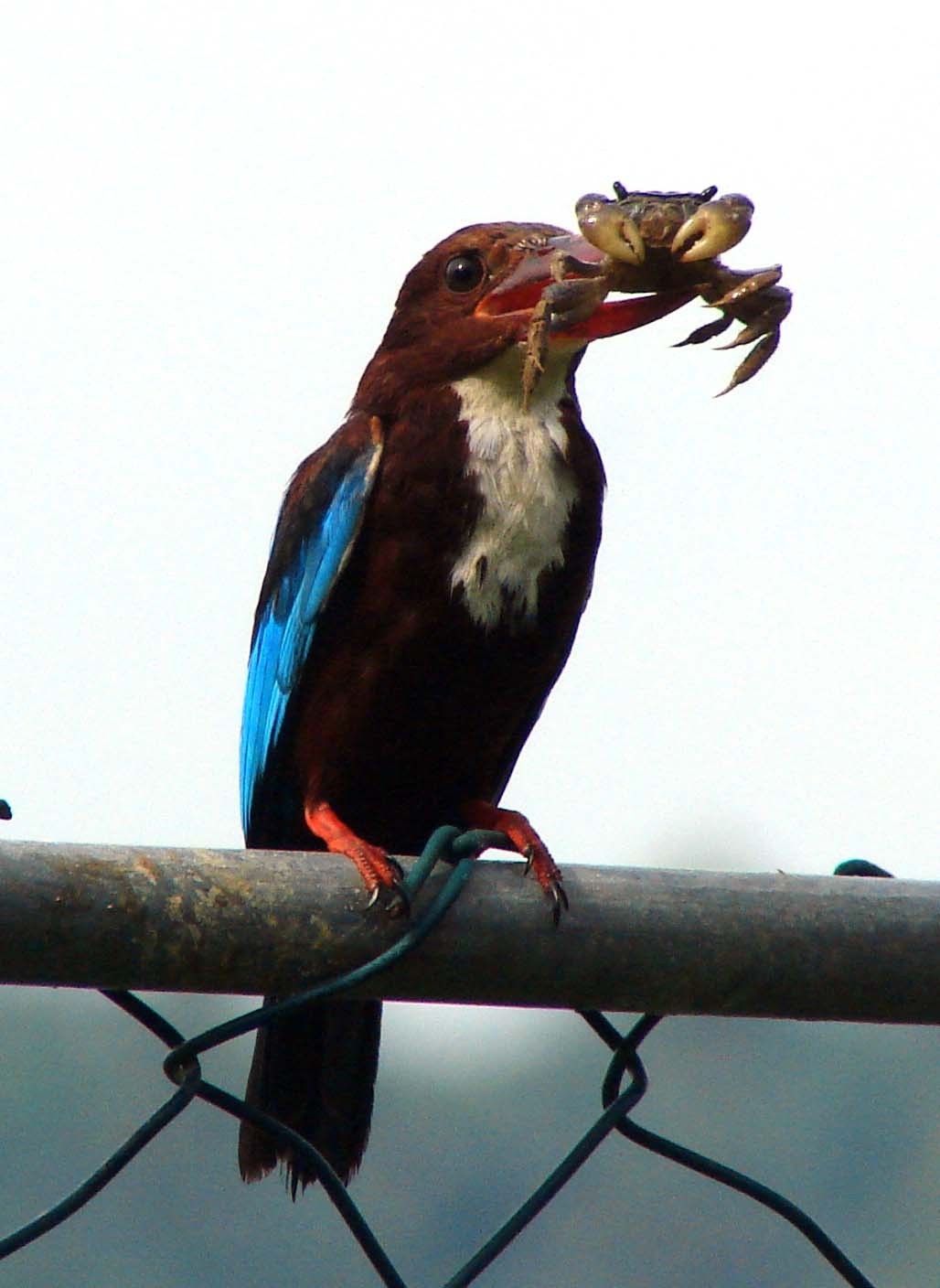
Alción de Esmirna con un cangrejo recién cazado.

Son depredadores que se alimentan de infinidad de pequeños animales. Aunque son famosos por pescar y comer peces, y algunas especies están especializadas en atrapar casi únicamente peces, otras especies capturan crustáceos, ranas y otros anfibios, anélidos, moluscos, insectos, arañas, ciempiés, reptiles (incluidas las serpientes) e incluso aves y mamíferos. Algunas especies se especializan en unas pocas presas y otras tienen un amplio espectro, y en las especies de distribución global poblaciones diferentes pueden tener dietas distintas. Las especies forestales capturan insectos, en especial saltamontes, mientras que los martines pescadores están especializados en capturar peces. Se ha observado al alción culirrojo golpeando los nidos de barro de los aviones duende para alimentarse de sus pollos. Los alcedinos generalmente cazan desde un posadero expuesto, y cuando ven una presa se lanzan en picado para atraparla, entonces regresan al posadero. Los miembros de las tres familias golpean a las presas grandes contra el posadero hasta matarlas, o bien quitar o romper sus espinas y caparazones. Una vez golpeada la presa se la colocan para poder tragarla. El martín cazador picopala usa su enorme pico como pala para desenterrar del barro lombrices.

### Reproducción

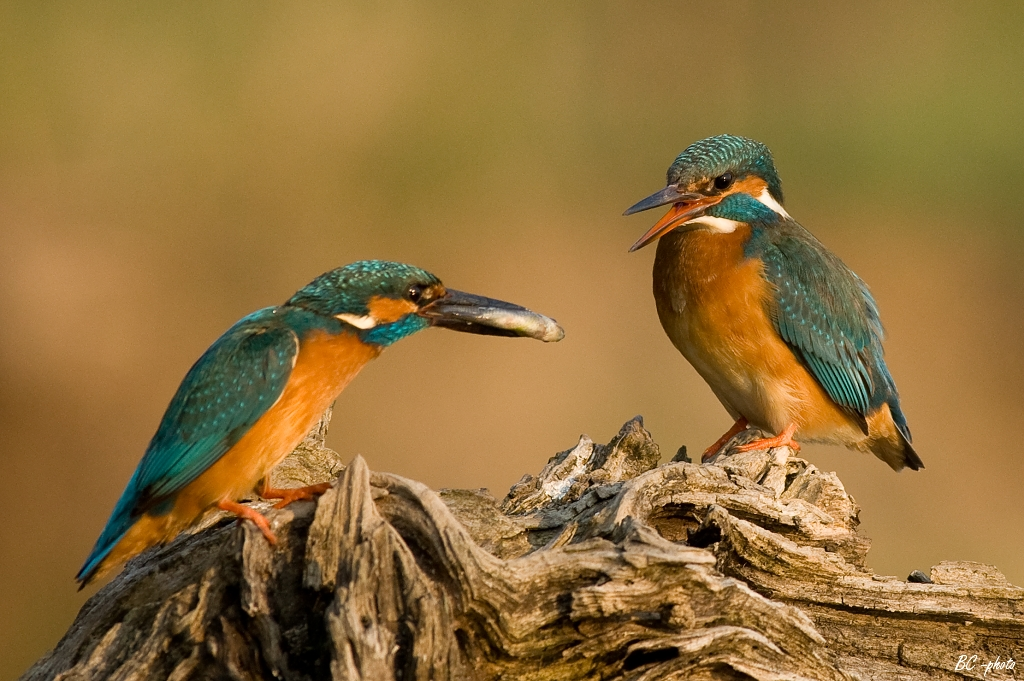
Los machos de martín pescador suelen regalar peces a las hembras como parte de su cortejo.

Son territoriales y algunas especies defienden su territorio agresivamente. Generalmente son monógamos. En algunas especies es común la cría cooperativa, por ejemplo en el cucaburra común, algunos ayudantes comparten las tareas de cría de los pollos con una pareja reproductora dominante.
Como todos los demás Coraciiformes los alcedinos anidan en cavidades. La mayoría de las especies excavan túneles en taludes arenosos de las orillas de los ríos y lagos. Algunas especies pueden anidar en los huecos de los árboles, la tierra que queda entre las raíces de árboles desarraigados, o los termiteros arbóreos de algunas termitas. Los nidos en termiteros son comunes en las especies forestales. El nido se emplaza en una pequeña cámara al final del túnel. Las tareas de cavado suelen compartirse entre ambos miembros de la pareja. Al principio de la excavación las aves deben golpear con fuerza mientras vuelan en el lugar elegido y algunas aves se hieren gravemente haciéndolo. La longitud del túnel varía según las especies y el emplazamiento, los nidos situados en termiteros necesariamente son más cortos que los excavados en tierra, y los nidos cavados en sustratos duros son más cortos que los realizados en suelo blando o tierra. Los túneles más largos registrados son los del martín gigante africano que pueden llegar a medir 8,5 m de longitud.
Los huevos de los alcedinos son invariablemente blancos y brillantes. El tamaño típico de las puestas varía según las especies, algunas de las especies muy grandes o muy pequeñas suelen poner solo dos huevos, mientras que otras pueden poner hasta diez. Por término medio suelen poner de tres a seis huevos. Ambos sexos se encargan de incubar los huevos.

## Estado de conservación

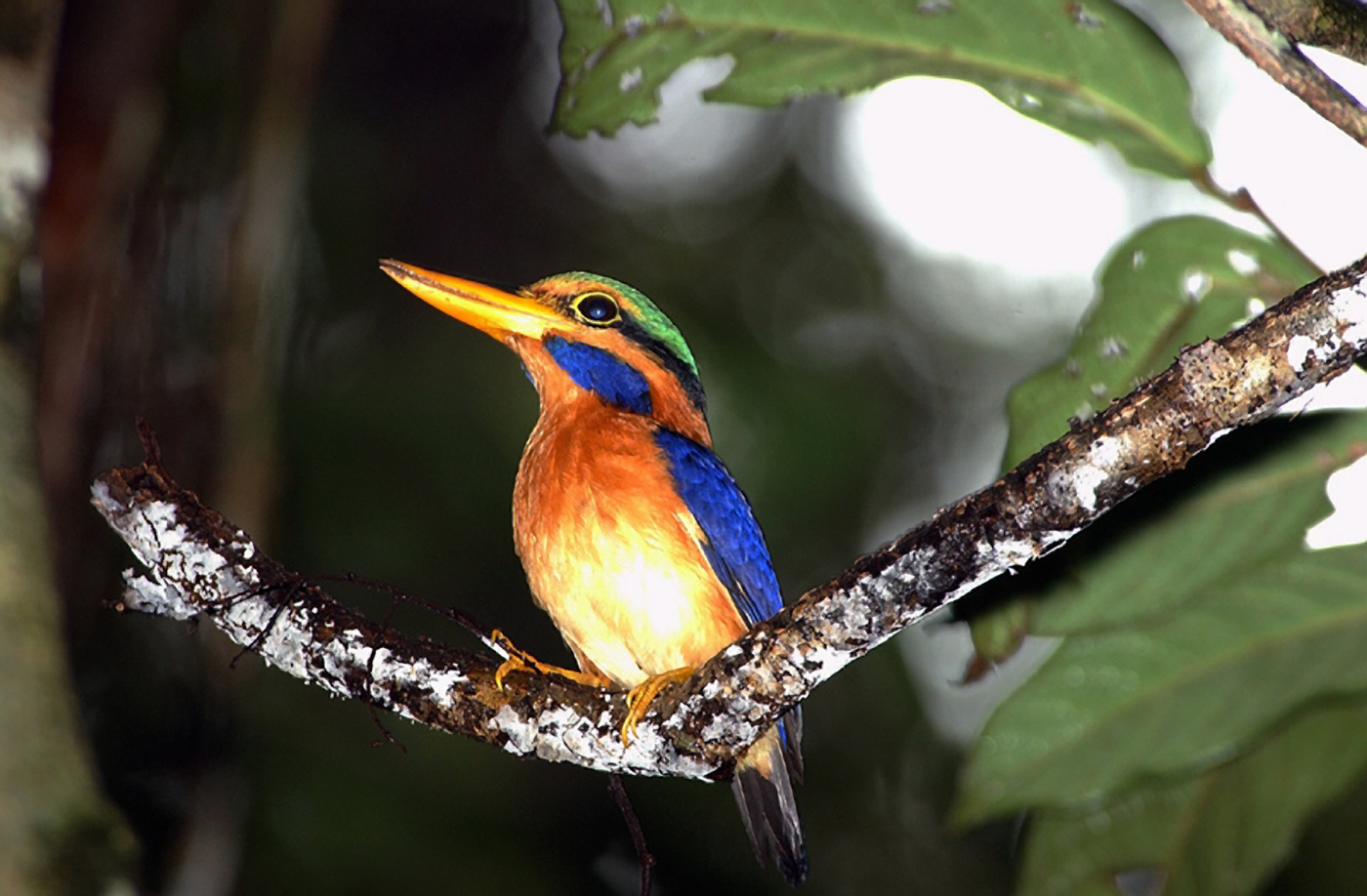
El alción malayo está catalogado como especie casi amenazada por la rápida desforestación de su hábitat.

Varias especies se consideran amenazadas por las actividades humanas y están en peligro de extinción. La mayoría de estas son especies forestales con distribuciones limitadas, especialmente especies insulares. Están amenazadas por la pérdida de hábitat causada por la desforestación o la degradación del entorno, en algunos casos producida por especies introducidas. El alción de las Marquesas de la Polinesia francesa está catalogado como especie en peligro crítico de extinción debido a la combinación de la pérdida del hábitat y la degradación causada por la introducción de ganado, y posiblemente por la depredación de especies introducidas.

## Relación con los humanos

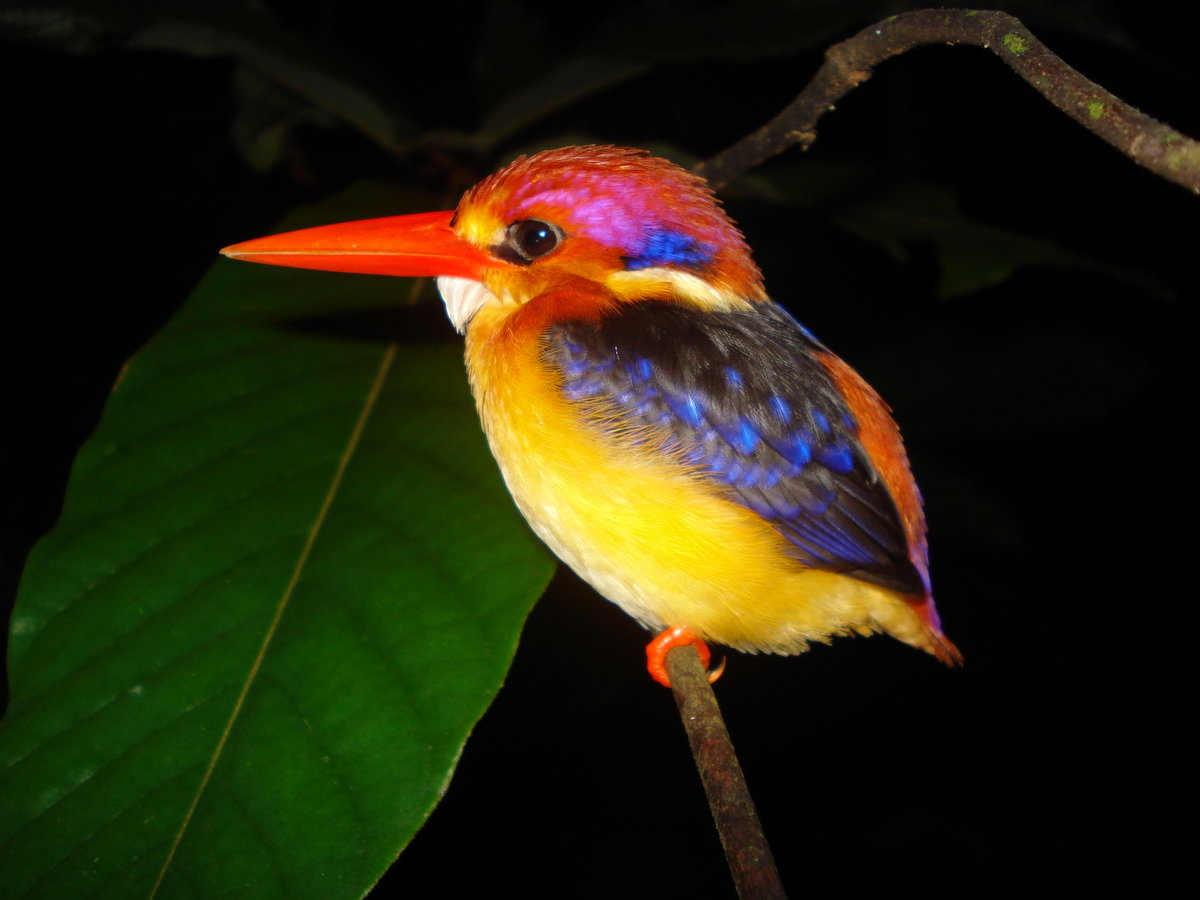
El martín pigmeo oriental es considerado un mal augurio por los guerreros de la tribu Dusun de Borneo.

Los miembros de alcedines generalmente son aves esquivas, a pesar de lo cual están presentes en la cultura humana, normalmente por sus llamativos plumajes, por tener grandes cabezas con poderosas bocas y por los comportamientos interesantes de algunas especies. 
El pueblo Dusun de Borneo considera al martín pigmeo oriental un ave de mal agüero, y los guerreros que lo ven en su camino a la batalla deben volver a casa. Otras tribus de Borneo en cambio consideran que el martín cazador chico es de buen augurio.
El alción sagrado, junto con otros alciones del Pacífico, era venerado por los polinesios, que creían que controlaba el mar y las olas. Una creencia similar existía en la Grecia Clásica con el mito de Alcíone, la hija de Eolo que fue transformada en un martín pescador (en griego ἀλκυών, alcyon). Según la leyenda esta ave anidaba sobre las aguas del mar alrededor del solsticio de invierno, y entonces Eolo calmaba los vientos de los mares durante dos semanas para proteger su puesta. Estos días pasaron a llamarse «días del alción», y en ellos no se esperaban tormentas, por lo que esta ave se convirtió en símbolo de paz y tranquilidad.
La taxonomía moderna tomó de este mito varios de los nombres científicos de este grupo:
- Alcíone y el ave mítica alcyon es la fuente para los términos taxonómicos de grupos y especies como: Aldedines, Halcyonidae, Halcyon, Alcedo y Megaceryle alcyon.
- También el nombre del marido de Alcíone, Ceyx, se ha usado para nombrar un género de este grupo.